# Philippe Roberts-Jones
Philippe Roberts-Jones (Ixelles, 8 de noviembre de 1924 - Uccle, 9 de agosto de 2016) fue un historiador del arte, curador principal de los Museos Reales de Bellas Artes de Bélgica, miembro de la Real Academia de la Lengua y Literatura Francesa de Bélgica, de la cual fue presidente en 1980 y secretario perpetuo, miembro de la Real Academia de la Lengua y Literatura Francesa de Bélgica, miembro del Instituto de Francia (asociado de la Academia de Bellas Artes) y profesor emérito en la Universidad Libre de Bruselas. Autor prolífico, sus obras fueron liberadas en vida de él. Autor prolífico, también se ha dedicado a la poesía y la historia del arte.

## Biografía

### Juventud
Descendiente de una muy antigua familia belga de origen británico establecida en Bruselas que se dedicó a principios del siglo XIX a la industria de la carrocería 3 4, Philippe Roberts-Jones es el hijo de Robert Roberts-Jones, nacido en 1893 y Suzanne Goemaere, nacida en 1892. Nació el 8 de noviembre de 1924 en Ixelles, Bélgica 5. Pertenece a una familia de tres generaciones de abogados. El joven Philippe estudió en el ateneo municipal de Uccle I. Tuvo como profesor de francés a Pierre Gilbert que lo alienta a escribir poesía 6.
Su padre, Robert Roberts-Jones (1893-1943), abogado, era un miembro de la Resistencia y Patriota, miembro de Red de cometas 7, fusilado por los nazis en el Tiro Nacional el 20 de octubre de 1943. Con apenas veinte años. Philippe se unió al Ejército Secreto como voluntario y se convirtió en un oficial de enlace con el Ejército Británico .

### Estudios
Tras su desmovilización en 1946, Roberts-Jones se inscribió en la Universidad Libre de Bruselas para estudiar derecho e historia del arte y la arqueología. Se graduó en 1950 con una licenciatura en Filosofía y Letras, sección historia del arte y arqueología, y candidato en Derecho. Después de graduarse, continuó sus estudios en el extranjero, primero en la Universidad de Harvard y luego en el Seminario de Salzburgo en Estudios Americanos11. Alentado por su madre, es durante estos años que comienza a publicar sus primeras colecciones de poesía. El primero, Le Voyageur de la nuit, apareció en 1947.
Cursó estudios de arte gracias a una beca financiada en 1951 por el acuerdo cultural franco-belga, firmado por Francia y Bélgica en febrero de 1946. Becario Subvención para líderes extranjeros en el marco de un programa del Departamento de Estado de los Estados Unidos de América, es desde 1952 hasta 1954 aspirante del Fondo Nacional para la Investigación Científica de Bélgica. En 1953, se mudó a París y se unió al Gabinete de Grabados de la Biblioteca Nacional de Francia hasta 1954. Bajo la supervisión del curador Jean Adhémar, Roberts-Jones investigó la prensa satírica francesa entre 1860 y 1890.
En 1954, Philippe Roberts-Jones se casó con Michèle Heurtault, de la que tendrá dos hijos, Eric, nacido en 1956 y Olivier, nacido en 1961.
En 1955, Roberts-Jones defendió su tesis doctoral en filosofía y literatura en la Universidad Libre de Bruselas, cuyo tema fue La prensa satírica ilustrada, entre 1860 y 1890. Este trabajo culminó en 1960 con la publicación de su ensayo De Daumier a Lautrec; Ensayo sobre la historia de la caricatura francesa entre 1860 y 1890.

### Carrera
En 1956 se convirtió en Inspector de Bibliotecas Públicas en el Ministerio de Instrucción Pública de Bélgica, cargo que ocupó hasta 1958 antes de convertirse en agregado cultural en el gabinete del Ministro de Instrucción Pública Charles Moureau 16.
En 1957, se convirtió en profesor de la Universidad Libre de Bruselas sobre la historia del grabado. En 1959, creó el curso de arte contemporáneo y fundó la Cátedra de Historia del Arte Contemporáneo, que lo tuvo como profesor extraordinario. En 1962, obtuvo el rango de profesor regular, cargo que ocupó hasta 1989. Entre las muchas asignaturas cubiertas por su enseñanza, se distinguió en la enseñanza de la museología y la promoción del arte contemporáneo. En 1969, creó la subsección de arte contemporáneo como una sección separada del programa de historia del arte en la Universidad Libre de Bruselas.
Comenzó su carrera en los Museos Reales de Bellas Artes de Bélgica como curador en 1959.17 En 1961, con solo 38 años de edad, se convirtió en curador en jefe, cargo que ocupó durante casi un cuarto de siglo. Hasta su jubilación en 1984. El museo estaba en malas condiciones, muchas galerías, entre ellas las de arte moderno, se cerraron debido a los trabajos. A esto se sumó la falta de personal para actividades de investigación y conservación. Para remediar esta situación, Roberts-Jones nombró entre 1961 y 1964 un nuevo equipo de curadores, incluido su futuro sucesor Henri Pauwels y una historiadora del arte, Françoise Popelier, que se convertirá en su segunda esposa.
Nombrado profesor titular en la Universidad Libre de Bruselas en 1962, inauguró el mismo año el Museo Provisional de Arte Moderno, en el antiguo Hotel du Lotto, en la Place Royale de Bruselas, cuyo pequeño tamaño le valió el nombre de Museo de bolsillo.
Bajo la dirección de Roberts-Jones, muchas exposiciones fueron organizadas por los Museos Reales de Bellas Artes de Bélgica en Bruselas. Entre estos, el más importante fue la retrospectiva de Bruegel Century sobre Pieter Brueghel el Viejo, quien ayudó a restaurar su reputación. Esta retrospectiva fue seguida en 1965 por la del siglo de Rubens.
En 1966, Roberts-Jones fue nombrado vicepresidente de la junta directiva del Instituto Superior de Historia del Arte y Arqueología de Bruselas. De 1971 a 1973, presidió la Asociación de Museos de Bélgica y el Comité Nacional Belga del Consejo Internacional de Museos (ICOM). También preside la sección de Historia del Arte y Arqueología en la Universidad Libre de Bruselas desde 1971 hasta 1974.
Es bajo su dirección que los Museos Reales de Bellas Artes de Bélgica conocieron su mayor expansión. Construida en la extensión del edificio erigido por Alphonse Balat, las nuevas ampliaciones y sus 53 salas de exhibición permiten en 1974 la creación del Museo de Arte Antiguo y el Museo del siglo XIX. Inaugurados en presencia del rey Balduino de Bélgica y la reina Fabiola de Mora y Aragón, expondrán el legado excepcional, el más importante en la historia del Museo, del Dr. Franz Delportem. Roberts-Jones comenzó la construcción del nuevo  Museo de Arte Moderno en 1978, que inauguró en 1984.
Tras su partida, fue nombrado Curador Jefe Honorario de los Museos Reales de Bellas Artes de Bélgica. En total, Philippe Roberts-Jones habrá organizado 92 exposiciones. 
En 1974, Roberts-Jones fue elegido miembro correspondiente y, al año siguiente, miembro de la Real Academia de Ciencias, Artes y Bellas Artes de Bélgica. En 1980, fue elegido presidente de la Real Academia de Bélgica y director de la Clase de Bellas Artes. Desde 1981, es vicepresidente del club PEN francófono de Bélgica y codirector del Diario de los poetas. Fue elegido el 9 de abril de 1983, miembro de la Academia de Lengua y Literatura Francesa de Bélgica. Roberts-Jones fue elegido secretario perpetuo de la Real Academia de Ciencias, Artes y Bellas Artes de Bélgica el 17 de noviembre de 1984, cargo que ocupó desde 1985 hasta 1999. Fue elegido miembro de la Académie des Beaux- Artes del Instituto de Francia el 12 de febrero de 1986, en la silla de Lila Bell Acheson Wallace. Su discurso de instalación como miembro asociado extranjero es pronunciado por Germain Bazin el 10 de junio de 1987 bajo la Cúpula del Instituto de Francia.
Por sus logros como curador en jefe de los Museos Reales de Bellas Artes de Bélgica, fue nombrado caballero por el rey Balduino_de_Bélgica en 1988, recibiendo el título de barón. Ese mismo año, fue nombrado director de la Real Academia de Lengua y Literatura Francesa y de los Museos Reales de Bellas Artes de Bélgica, que le rindieron homenaje publicando el libro Miscellanea Philippe Roberts-Jones. Se convirtió en profesor emérito de la Universidad Libre de Bruselas en 1989 (Cátedras de Historia del Arte Contemporáneo, Historia del Grabado, Museología y cursos de Historia del Arte y Arqueología – siglo XVII y siglo XVIII). Miembro de un jurado de expertos, participó desde 1995 hasta 1997 en la selección de billetes en euros en el Instituto Monetario Europeo y en la selección de monedas belgas en la Casa de la Moneda de Bruselas. Fue recibido el 2 de julio de 1997 en la Academia Romãnã de Bucarest. En 2005, la exposición Dr. Roberts y Sr. Jones estuvo dedicada a él.
En 2007, participó en el regreso de las cinco Academias del Instituto de Francia con un discurso sobre el tema de las identidades nacionales y la universalidad de la mente, titulado Las conexiones difíciles.